# 1. Regionalarmee
Die 1. Regionalarmee (jap. 第1方面軍, Daiichi hōmen gun; auch 鋭, Ei, „Die Scharfe“ genannt) war eine Regionalarmee des Kaiserlich Japanischen Heeres, die vom 2. Juli 1942 bis zum August 1945 aktiv war.

## Geschichte
Die 1. Regionalarmee wurde am 2. Juli 1942 als Untereinheit der Kwantung-Armee, einer der Hauptarmeen (entspricht Heeresgruppe) des japanischen Heeres, gegründet und erhielt ihr Hauptquartier in Mukden. Ihr Auftrag war es, als militärische Reserve zu dienen und zentrale Garnisonsaufgaben wie die Aufrechterhaltung der öffentlichen Ordnung im Norden des japanischen Marionettenstaats Mandschukuo zu übernehmen. Diese Aufgaben waren vorher von der Kwantung-Armee übernommen worden, allerdings war deren Personalstärke durch den Zweiten Japanisch-Chinesischen Krieg und den Pazifikkrieg derart ausgedünnt worden, dass man beschloss, eine neue, untergeordnete Einheit aufzustellen, deren Einheiten nicht ohne weiteres abgezogen werden konnten.
Da ihr Einsatzgebiet seit dem Japanisch-Sowjetischen Neutralitätspakt als wenig gefährlich galt, wurden der 1. Regionalarmee meist nur schlecht ausgebildete Reservisten und frische Rekruten zugeteilt, und auch die Ausrüstung war mangelhaft. Als es im Laufe des Jahres 1945 immer wahrscheinlicher schien, dass die Sowjetunion den Nichtangriffspakt brechen könnte, versuchte man die Armee zwar noch aufzurüsten, jedoch war die allgemeine Versorgungslage in Japan mittlerweile derart schlecht, dass dies nicht ausreichend gelang. Die Soldaten konnten der Sowjetischen Invasion der Mandschurei kaum noch Widerstand leisten und flüchteten schnell oder kapitulierten massenhaft. Mit der Kapitulation Japans am 15. August 1945 wurde die 1. Regionalarmee aufgelöst, allerdings dauerte es bis in den September hinein, bis alle Einheiten entwaffnet waren. Viele der Soldaten wurden als Kriegsgefangene nach Sibirien deportiert, unter ihnen auch der letzte Befehlshabende Offizier, Kita Seiichi.

## Oberbefehlshaber

### Kommandeure
| #  | Rang           | Name               | Kommandoübernahme  | Verabschiedung     | Bild |
| -- | -------------- | ------------------ | ------------------ | ------------------ | ---- |
| 1. | Rikugun Taishō | Yamashita Tomoyuki | 1. Juli 1942       | 26. September 1944 |      |
| 2. | Rikugun Taishō | Kita Seiichi       | 26. September 1944 | September 1945     |      |

### Stabschef
| #  | Rang           | Name             | Kommandoübernahme | Verabschiedung   | Bild |
| -- | -------------- | ---------------- | ----------------- | ---------------- | ---- |
| 1. | Rikugun Shōshō | Ayabe Kitsuju    | 1. Juli 1942      | 7. Dezember 1942 |      |
| 2. | Rikugun Shōshō | Shidei Tsunamasa | 7. Dezember 1942  | 16. Oktober 1944 |      |
| 3. | Rikugun Shōshō | Teragaki Tadao   | 16. Oktober 1944  | 1. April 1945    |      |
| 4. | Rikugun Shōshō | Sakurai Ryōzō    | 1. April 1945     | September 1945   |      |

## Untergeordnete Einheiten

### 1943
Der 1. Regionalarmee waren folgende Einheiten unterstellt (Stand 1943):
- 2. Armee
  - 71. Division
- 3. Armee
  - 9. Division
  - 12. Division
  - 1. Grenzschutz-Einheit
  - 7. Artillerie-Einheit
- 5. Armee
  - 11. Division
  - 24. Division
  - 12. Grenzschutz-Einheit
  - 8. Artillerie-Einheit
- 20. Armee
  - 8. Division
  - 25. Division
  - 2. Grenzschutz-Einheit
  - 3. Grenzschutz-Einheit
  - 4. Grenzschutz-Einheit
  - 10. Grenzschutz-Einheit
  - 11. Grenzschutz-Einheit
  - 5. Artillerie-Einheit
- 28. Division
- 1. Panzer-Division
- 2. Panzer-Division

### 1945
Gegen Ende des Zweiten Weltkrieges waren der 1. Regionalarmee folgende Einheiten unterstellt:
- 3. Armee
  - 79. Division
  - 112. Division
  - 127. Division
  - 128. Division
  - 132. Selbstständige Gemischte Brigade
- 5. Armee
  - 124. Division
  - 126. Division
  - 135. Division
  - 15. Grenzschutz-Einheit
  - 1. Pionierkorps
- 122. Division
- 134. Division
- 139. Division
- 10 Armee-Krankenhäuser